# Maschane pulverea
Maschane pulverea är en fjärilsart som beskrevs av William Schaus 1906. Maschane pulverea ingår i släktet Maschane och familjen tandspinnare. Inga underarter finns listade i Catalogue of Life.